# Давыдкин, Виктор Алексеевич
Ви́ктор Алексе́евич Давы́дкин (род. 11 апреля 1945, Воронеж, СССР) — советский и российский политический деятель, депутат Государственной думы первого созыва.

## Биография
Родился в семье служащих. Был студентом физического факультета Воронежского государственного университета имени Ленинского комсомола в 1962—1964 и 1967—1970 годах (в перерыве служил в армии). В 1970—1971 работал младшим научным сотрудником физического факультета ВГУ. В 1971—1974 учился в аспирантуре на кафедре теоретической физики ВГУ, кандидат физико-математических наук. В 1974—1992 — преподаватель, доцент кафедры математической физики ВГУ.
В 1989 году был одним из лидеров движения «Экологическая инициатива», организатором первого в СССР референдума (по Воронежской АСТ). С 1990 — депутат Воронежского областного совета, руководитель фракции «Демократическая Россия», в 1991—1993 — представитель президента России в Воронежской области. В августе 1991 возглавлял штаб противодействия ГКЧП в области.
В декабре 1993 был избран депутатом Государственной думы от Левобережного избирательного округа № 76 (набрал 16,87 % голосов), был членом Комитета по делам общественных объединений и религиозных организаций, членом Мандатной комиссии. Вошёл во фракцию «Выбор России», был заместителем её председателя, в марте 1994 года — член инициативной группы по созданию партии Демократический выбор России. Разошёлся с большинством членов фракции по вопросу отношения к войне в Чечне (был противником ухода в оппозицию к Кремлю из-за чеченского вопроса) и 4 марта 1995 года вышел из неё. Стал одним из лидеров депутатской группы «Россия», лояльной по отношению к президенту Борису Ельцину. С 1994 сопредседатель движения «Выбор России».
В 1995 и 1999 вновь баллотировался в Государственную думу, избран не был. После прекращения депутатских полномочий вернулся к преподаванию на физическом факультете ВГУ. Продолжил заниматься общественно-политической деятельностью.
С 1996 года руководитель региональных программ ЗАО «Электронтехстрой». С 1998 года доцент кафедры математической физики Воронежского государственного университета, председатель Воронежского областной общественной организации «Объединенный демократический центр», главный редактор газеты «Мы — граждане».
Женат, имеет троих детей. Увлечения: теннис, плавание, лыжи, баскетбол, садоводство и огородничество.